# Berliner Tabelle
Die Berliner Tabelle ergänzte als Unterhaltsleitlinie seit der deutschen Wiedervereinigung 1990 bis Ende des Jahres 2007 die vom Deutschen Familiengerichtstag herausgegebene Düsseldorfer Tabelle von 1962. Sie fungierte dabei als „Vortabelle“ in den neuen Bundesländern und Berlin. Wesentlicher Unterschied waren zunächst drei und später zwei zusätzliche Einkommensgruppen unterhalb der niedrigsten Gruppen der Düsseldorfer Tabelle. Die Anwendung der Berliner Tabelle endete durch Änderung des deutschen Unterhaltsrechts am 21. Dezember 2007 zum nachfolgenden Jahresende.